# Prostkeni csata
A prostkeni csata vagy prostki csata (lengyelül Bitwa pod Prostkami) a lengyel-litván-tatár sereg győzelme a svéd-porosz hadak fölött 1656. október 8-án, Prostken (Prostki) mellett, az egykori Porosz Hercegség területén.

## Előzményei
1655-ben Svédország és Brandenburg közösen támadta meg Lengyelországot, melyet nagyrészt elfoglaltak, de Częstochowa alatt elszenvedett vereség következtében az egész ország megmozdult és lassan kiszorították az országból a megszállókat.
A lengyelek a Varsó alatti háromnapos csatában ugyan vereséget szenvedtek, s feladni kényszerültek immár másodjára fővárosukat, de északra újabb nagy haditetteket hajtottak végre, amellyel már a svédek visszavonulásának útját veszélyeztették.
A nyáron a szövetséges krími tatárok átlépték a porosz–lengyel határt, amellyel a háború egy új és talán legvéresebb szakasza a poroszországi tatárjárás indult el.
A tatár lovasok nagy pusztítást vittek végbe a Porosz Hercegségben: falvakat és kisebb városokat tettek a földdel egyenlővé, lemészárolva német és porosz lakóikat, de az országban élő lengyel kisebbséget megkímélték. A tatárok zöme a lengyel seregtől függetlenül operált, viszonylag kisszámú tatár lovasság mozgott együtt a lengyel csapatokkal.
A tatárok nyomán hatoltak be a területre a lengyelek. A lengyel-litván sereg Wincenty Korwin Gosieiwki vezetésével Prostken felé vette az irányt, ahol gróf Georg Friedrich von Waldeck vezetésével svéd-porosz-brandenburgi csapatok állomásoztak.

## A szembenálló erők
A porosz-svéd-brandenburgi erők kb. ötezer emberből álltak, hozzájuk csatlakozott a renegát Bogusław Radziwiłł herceg is 800 litvánnal.
Gosiewski 8 ezer fős, zömében lovasokból álló sereget vezetett, rajtuk kívül állt a tatár segédcsapat kétezer lovasa Szuban Gázi Agi vezetésével. A könnyűlovas tatárok, mint irreguláris haderő, összehangolt manőverekben és fegyverzetben elmaradt a nyugati típusú jól felszerelt, képzettebb svéd és német csapatokkal szemben. Egyetlen esélyük a rajtaütésben, illetve a színlelt visszavonulásban volt, amikor az ellenség sorait megbontják, vagy kedvezőtlen terepre csalják.

## Az állások elfoglalása
Prostken településre, amely a két sereg között állt, a csata reggelén tatár és litván könnyűlovasság hatolt be. Két órával később Gosiewski is megérkezett a főerőkkel. Gosiewski azt tervezte, hogy túlerejét próbálja érvényesíteni és nyílt mezőn veri meg a svéd-német csapatokat. A tatárokat átküldte a Lyck folyón, ahol porosz előőrsökkel találták szembe magukat

## A csata
A litvánok és a tatárok összecsaptak az ellenséges elővéddel, majd színlelt visszavonulásba kezdtek. Von Waldeck Bogusław herceget küldte egy ötszáz fős erősítéssel a Lyck folyóhoz a tatárok üldözésére. Mikor ezek beérték a tatárokat, azok a litvánokkal közösen csaptak le az ellenségre, erre von Waldeck visszavonulást rendelt el. Gosiewski maga is támadást vezényelt, ezért a poroszok eredeti állásaikat feladva hátrább vonultak. A teljes tatár horda rövidesen átkelt a Lycken és gyorsan beérve a svéd-német csapatokat rajtaütöttek a táborukon. A lengyel-litván sereg is rövidesen beérte őket és ötórás ütközetben megsemmisítő vereséget mértek a poroszokra és szövetségeseikre. Bogusław herceg valamennyi katonáját elvesztette a harcban és a tatárok elfogták. A poroszok és szövetségeseik teljes vesztesége 1500 fő volt, a lengyelek 250 embert vesztettek, míg a tábor elfoglalásával nagy zsákmányra tettek szert.

## További események
Gosiewski október 22-én ugyan vereséget szenvedett von Waldeck és Gustaf Otto Stenbock vezette svéd hadaktól a filipówi csatában, de ennek különösebb jelentősége nem volt. Bogusław herceg minthogy katonaság nélkül maradt meghódolt és visszatért a lengyel király hűségére. Gosiewski is kiegyezésre küldött ajánlatot Frigyes Vilmos brandenburgi választófejedelemnek, s az egyezség Lengyelország és Brandenburg között a következő évben meg is született, mely szerint a lengyel király lemond a Porosz Hercegség feletti hűbéri jogról. A tatárok a prostkeni csata után felhagytak az ország dúlásával és visszatértek a Krímbe. X. Károly Gusztáv svéd király ekkor kérte Erdély segítségét Lengyelország ellen.

## Fordítás
- Ez a szócikk részben vagy egészben  a   Bitwa pod Prostkami című lengyel Wikipédia-szócikk fordításán alapul.  Az eredeti cikk szerkesztőit annak laptörténete sorolja fel. Ez a jelzés csupán a megfogalmazás eredetét és a szerzői jogokat jelzi, nem szolgál a cikkben szereplő információk forrásmegjelöléseként.